# Gamonal (Burgos)
Gamonal de Río Pico va ser un antic municipi de la província de Burgos (Espanya), que es va incorporar com a barri del municipi de Burgos el 1955. El seu nom té l'origen en els camps d'albons de muntanya (en castellà, "gamones") que s'hi conreaven per alimentar els animals.
És el barri més poblat de la ciutat de Burgos, amb uns 60.000 habitants l'any 2006, una xifra que continua creixent per la proliferació d'edificis de gran alçada.
Se situa en un pla que s'estén per les planes dels rius Arlanzón, Vena i Pico. El primitiu poble i els seus dos edificis més destacats, l'església de Santa María la Real y Antigua i l'Ajuntament, se situaven al costat del Camí Ral de França, sobre el traçat del qual es construiria després la primitiva carretera N-I.
Després de la seva annexió el 1955 al municipi de Burgos, s'hi van construir durant les dècades del 1970 i el 1980 múltiples blocs d'edificis d'habitatges, que convertirien Gamonal en una de les zones amb més densitat de població de la capital burgalesa. Precisament arran d'aquest increment demogràfic, i coincidint amb el desdoblament de l'N-I i la construcció de la variant de Burgos, el primitiu traçat de la carretera es va reconvertir en el carrer Vitoria i va passar a ser la principal artèria urbana del barri.

## Història
Al segle xi, el rei Alfons VI de Lleó va decidir traslladar la seu de la diòcesi d'Oca a Gamonal, on va romandre fins a l'establiment definitiu de la diòcesi de Burgos, cap al 1095.

En ocasió de la destrucció pels sarraïns de la diòcesi d'Oca, les infantes Urraca i Elvira van voler que el bisbe aucense Don Simón tingués nova seu i va ser la seva voluntat que aquesta se situés en el camp de Gamonal, atès que allí s'aixecava una església amb una imatge dedicada a Santa Maria, per la qual sentien gran devoció. L'església és convertida en catedral sota el regnat d'Alfons VI, qui el dia 8 de juny de 1074, donava al bisbe Don Simón, entre altres:
| « | "l'església de Santa Marja del Camp de Gamonal amb la mateixa vila i els seus termes i afrontamentss, perquè s'aixequés allí una catedral que fos la mare de totes les Diòcesis de Castella" | » |

Però el 1075 Alfons VI va donar al bisbe d'Oca el seu palau de Burgos perquè s'hi construís la catedral.
Els monjos jerònims del monestir de San Juan de Ortega van donar unes heretats al Concejo i veïns de Gamonal. El cens quedava repartit entre els termes de Burgos, Gamonal i Villayuda, amb catorze sorts (per als catorze veïns més antics) i un cànon anual i perpetu de 112 faneques de pa per meitat de blat i ordi; les finques no es podien vendre.
Al llarg dels anys va complicant-se l'acció jurisdiccional sobre aquest cens, tant des del punt de vista urbanístic com des de l'agropecuari: pastures i trànsit de bestiars.
A finals del segle XV el Conestable de Castella va decidir que per descansar del mogut estil de vida de la capital necessitaven una mica més que la seva residència habitual de la Casa del Cordón. Per això es va ordenar construir una finca d'esbarjo i caça en el proper municipi de Gamonal de Río Pico, al costat del ric Vena i ben comunicada amb la ciutat per l'antiga via romana Astorga - Bordeus, que es va anomenar Casa de la Vega. La seva situació combinava la proximitat a la ciutat i un entorn envoltat de prades i boscos amb abundant caça.
En una de les seves dependències es va allotjar la reina Joana I de Castella, durant gairebé dos mesos després de la mort de Felip "el Bell", fins que va decidir partir cap a la Cartoixa de Miraflores, el 20 de desembre de 1506, amb l'ànim determinat de recuperar el cadàver del seu marit.
Les restes de l'antic palau, ja molt desfigurades pel seu ús com a granja en les últimes centúries, van ser derrocats en 2003 per deixar pas a una nova urbanització de la ciutat.
En el Cens dels Milions, de 1591, sobre les províncies ordinàries i partits, de la Corona de Castella, figura en la de Burgos la Quadrilla de Gamonal, amb 188 veïns pecheros, formada per les següents localitats: Quintanapalla, Villayerno, Cótar, Castañares, Villalbal, Villa-ayuda, Hurones, Mijaradas i Rubena. Aquest lloc formava part, de l'Alfoz i Jurisdicció de Burgos en el partit de Burgos, un dels catorze que formaven la Intendència de Burgos durant el període comprès entre 1785 i 1833, tal com es recull en el Cens de Floridablanca de 1787. Tenia jurisdicció de reialenc amb alcalde pedani.
En la relació del bisbat de Burgos remesa pel seu arquebisbe el 27 de novembre de 1588 i inclosa en el Cens dels Bisbes, 1587, hi figura l'Abadia de Gamonal, que comprenia 19 piles baptismals i 402 veïns.

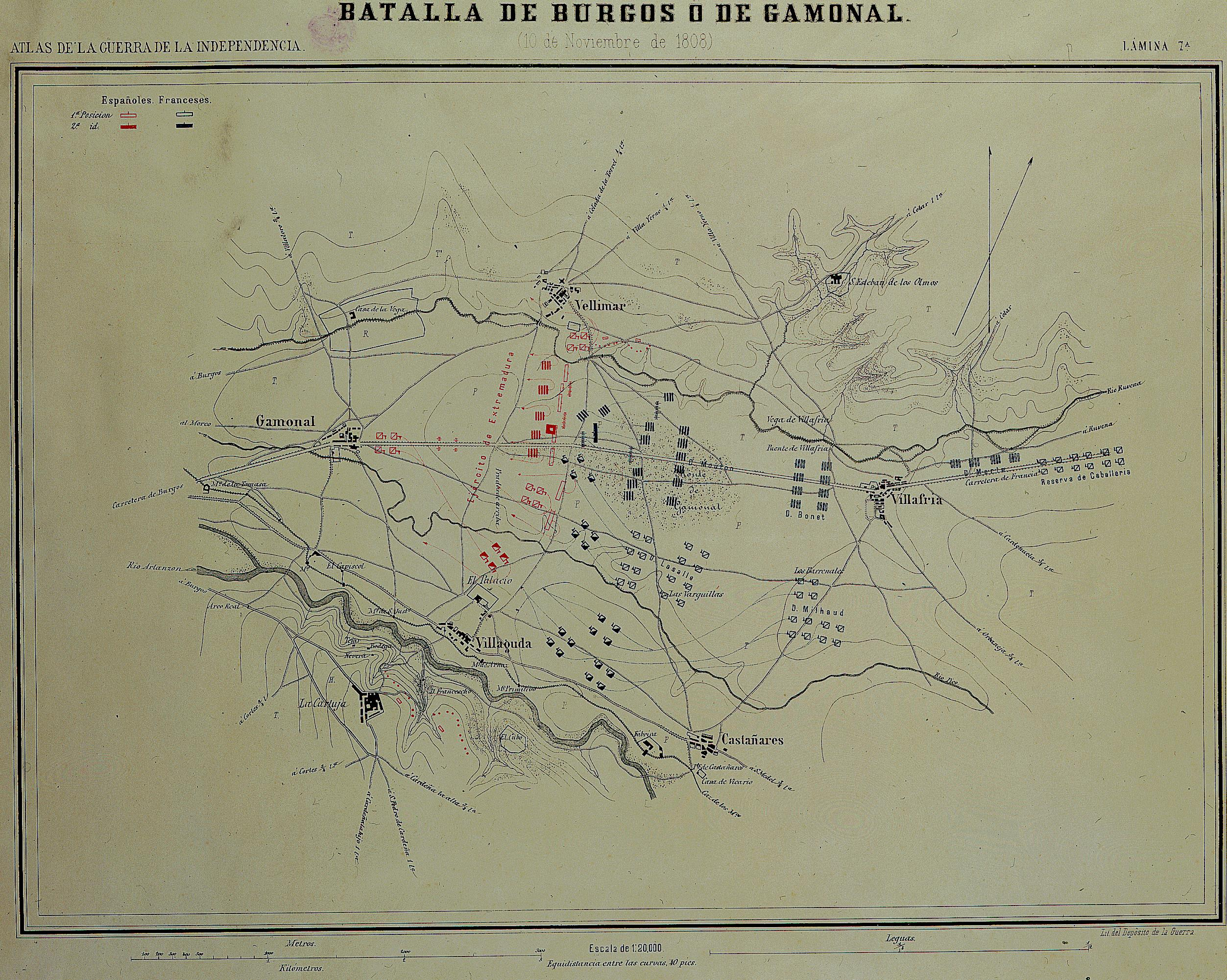
Plànol de la Batalla de Gamonal

El novembre de 1808, durant la Guerra del Francès, es va desenvolupar en els seus voltants l'anomenada batalla de Gamonal, també coneguda com la Batalla de Burgos, i en la qual els espanyols van ser derrotats, perdent 2.000 homes i 12 banderes.
En el cens de 1950, comptava amb una extensió superficial de 2,33 km² i 2.420 habitants.

### Annexió
Els dies 17 i 21 de maig de 1954 els ajuntaments de Gamonal i de Burgos respectivament van acordar la seva fusió, tot i que les primeres gestions daten ja de 1867:
- El 22 de juliol de 1867 el regidor de Burgos, Sr. Villanueva Arribas, proposa, en aplicació del Reial decret d'octubre de 1866 que reforma la Llei d'Ajuntaments de gener de 1845, l'annexió dels municipis confrontants de Gamonal (que segons el cens de 1860 tenia 357 habitants), Villayuda o La Ventilla i Castañares.[3]
- L'Ajuntament de Burgos, en sessió de 26 de novembre de 1898, acorda enviar una comissió a Madrid per tal de, davant la negativa de Gamonal, forçar l'annexió, sense èxit.
- El gener de 1923 l'Ajuntament de Gamonal, greument afectat per l'escassetat d'aigua potable, decideix no acceptar l'annexió proposada a canvi de la cessió del sobrant de Villímar (barri de Burgos).
- El 1933 Manuel Santamaría Heras, l'alcalde de Burgos, reprèn les negociacions, fracassa i la insistència provoca l'hostilitat, amb l'amenaça de negar el dret de pastura als veïns de Gamonal.

En sessió celebrada el 3 de gener de 1920, l'Ajuntament de Gamonal va acordar cedir el terreny necessari per a la instal·lació de l'Escola d'Aviació i, en compensació, exigeix a Burgos:
| « | ... que els bestiars del poble de Gamonal puguin pasturar en una extensió igual de terreny que la que prengui per al Camp d'Aviació dels que existeixen a l'esquerra, propers a la possessió de la titulada Casa de la Vega... | » |

Finalment, el 1954, el pol de Promoció Industrial de Burgos de Francisco Franco (que actualment es coneix com a Polígon Industrial de Gamonal), va ordenar l'annexió, va invertir en habitatge barat i va fundar el barri de Gamonal; a tal efecte, es van desviar i recanalitzar els rius Pico i Vena per guanyar terrenys per construir blocs d'edificis.

### Gamonal i l'Ajuntament de Burgos
Ja en el segle xxi, l'Ajuntament de Burgos ha pretès executar actuacions urbanístiques que han topat frontalment i reiteradament amb l'oposició d'alguns veïns del barri.
Ja el 18 d'agost de 2005 es va produir un enfrontament entre policia i veïns pel projecte de l'ajuntament de construir un aparcament subterrani en una de les principals avingudes del barri, Eladio Perlado, però, davant la pressió veïnal, va desistir de construir-lo en aquesta avinguda. Posteriorment va ser declarat il·legal pel Tribunal Superior de Justícia de Castella i Lleó en una sentència que afirmava que "l'actuació municipal és un bast frau de llei".
En l'etapa de l'anterior alcalde, Javier Lacalle, del PP, es pretén la remodelació del Carrer Vitoria, amb nou aparcament subterrani de pagament per 250 vehicles més altres 600 noves places d'aparcament gratuït en superfície al nord del barri, i davant l'oposició de part dels veïns que reiteradament s'han manifestat en contra per considerar que la reforma limitarà les places d'aparcament en la proximitat immediata dels seus domicilis i que les noves places seran objecte de negoci entre ajuntament i empreses beneficiades.

#### Conflicte del 2014

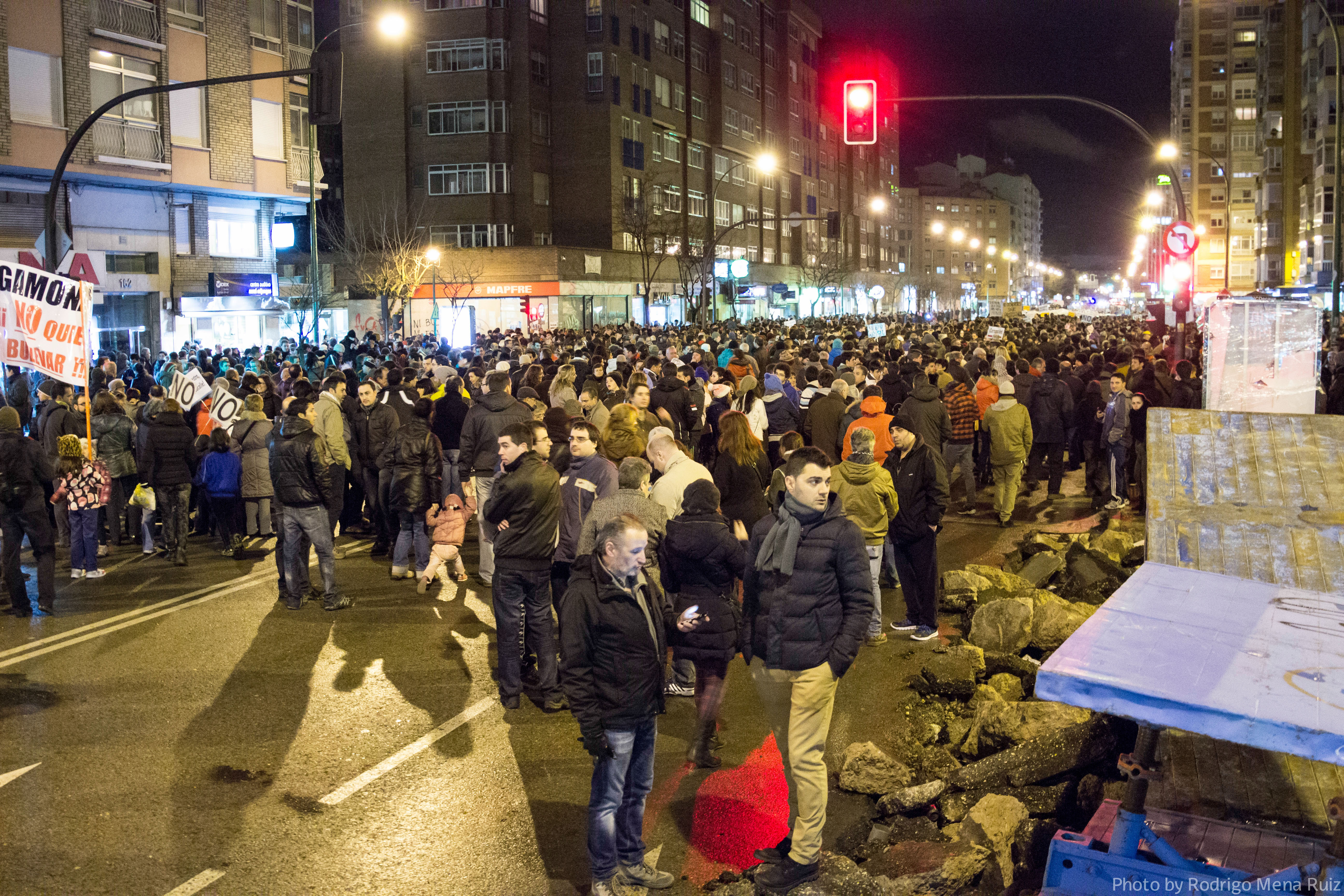
Protestes el gener de 2014 al carrer Vitoria

Al gener del 2014 van començar unes obres de remodelació del carrer Vitoria que havien de canviar la seva fisonomia de travessia urbana i convertir-lo en un bulevard urbà, amb carrils de circulació més estrets i un aparcament subterrani. Aquestes obres, que tenien un elevat pressupost, van provocar protestes veïnals, disturbis i mobilitzacions generalitzades d'àmbit estatal, a vegades amb altercats violents. Una de les causes d'aquestes mobilitzacions va ser la supressió de les places d'aparcament en superfície que comportava la construcció del bulevard. El 14 de gener del 2014, després de diversos dies de protesta veïnal, l'alcalde de la ciutat, Javier Lacalle, va anunciar la paralització de les obres. Malgrat el comunicat, es van seguir produint algunes concentracions.

## Llocs d'interès

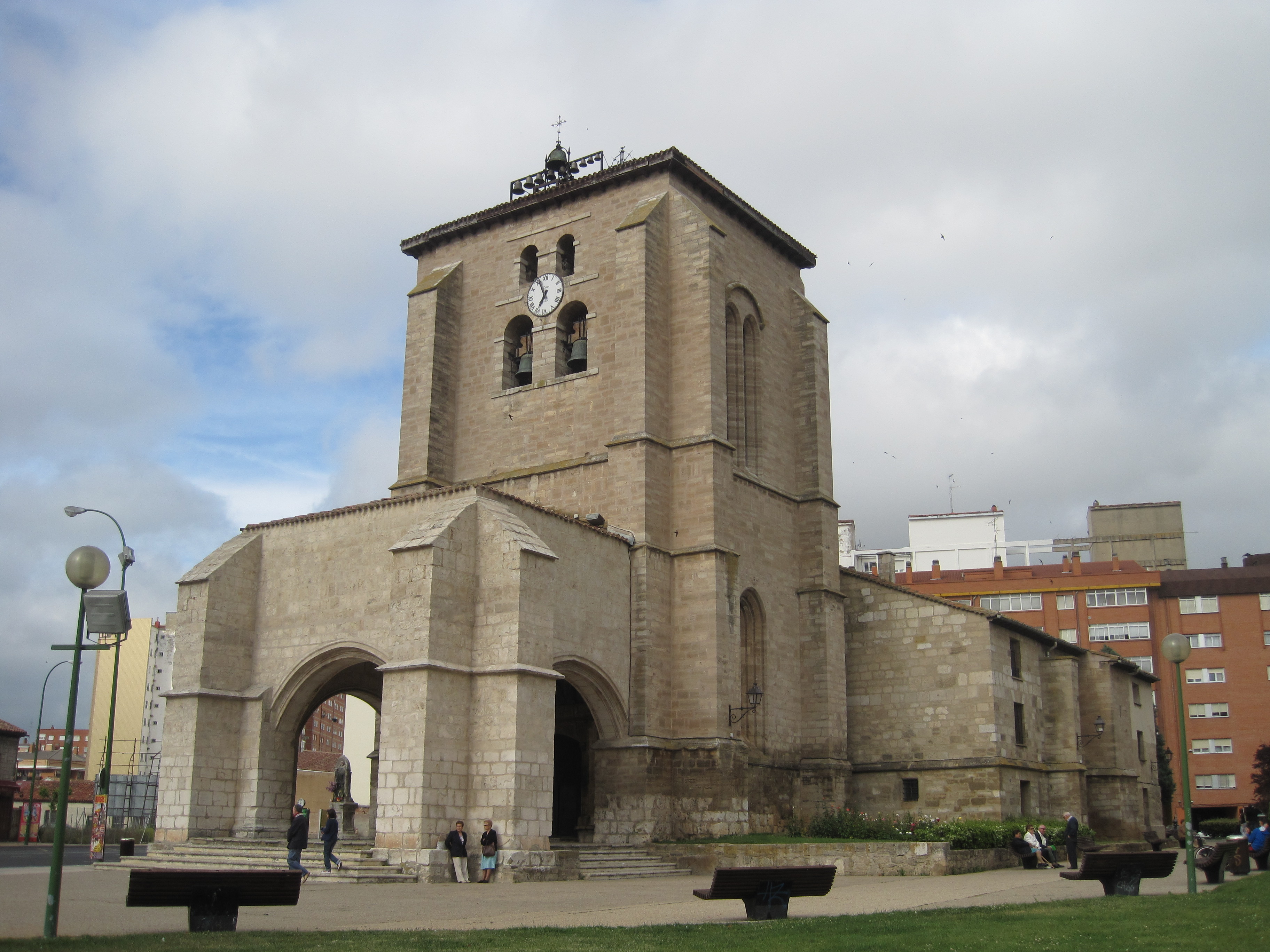
L'església de Santa María la Real y Antigua, al Camí de Sant Jaume.

- Església de Santa María la Real y Antigua
- Camí de Sant Jaume